# Excuse
L'excuse (ou le fou) est une carte à jouer du jeu de tarot. C'est un bout, avec le 1 et le 21.
Elle peut être jouée à n'importe quel moment et ne peut jamais remporter le pli. Elle reste cependant la propriété du joueur qui la récupèrera à la fin du pli en l'échangeant contre une carte sans valeur, récupérée dans les plis qu'il a déjà réalisés.  
Si la première carte d'une levée est l'excuse, c'est la carte suivante qui détermine la couleur jouée.
Elle ne doit pas être jouée au dernier pli, sauf en cas de chelem, sinon elle est donnée au camp adverse. 
Elle s'appelait Le Mat dans les anciens jeux de tarot.